# Девелики
Девелики (грч. Δεβελίκι) је приморско насељено место у општини Аристотел у периферији Средишња Македонија, Грчка. Према попису из 2021. године било је 7 становника.
Насеље је раније било црквени метох на коме су радили мештани суседног села. Први пут се помиње на попису из 1981. године без становника јер је било у изградњи.